# Patrick J. Hillings

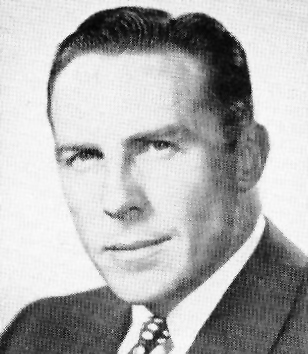
Patrick J. Hillings

Patrick Jerome Hillings (* 19. Februar 1923 in Hobart Mills, Nevada County, Kalifornien; † 20. Juli 1994 in Palm Desert, Kalifornien) war ein US-amerikanischer Politiker. Zwischen 1951 und 1959 vertrat er den Bundesstaat Kalifornien im US-Repräsentantenhaus.

## Werdegang
Patrick Hillings besuchte die öffentlichen Schulen seiner Heimat. Danach studierte er bis März 1943 an der University of Southern California. Während des Zweiten Weltkrieges war er als Feldwebel einer Nachrichteneinheit im Südpazifik eingesetzt. Nach dem Krieg setzte er seine Ausbildung an der University of Southern California fort, wo er bis 1949 unter anderem Jura studierte. Nach seiner im gleichen Jahr erfolgten Zulassung als Rechtsanwalt begann er in Arcadia in diesem Beruf zu arbeiten. Gleichzeitig schlug er als Mitglied der Republikanischen Partei eine politische Laufbahn ein. Zwischen 1952 und 1964 war er Delegierter zu allen Republican National Conventions.
Bei den Kongresswahlen des Jahres 1950 wurde Hillings im zwölften Wahlbezirk von Kalifornien in das US-Repräsentantenhaus in Washington, D.C. gewählt, wo er am 3. Januar 1951 die Nachfolge des späteren US-Präsidenten Richard Nixon antrat. Nach drei Wiederwahlen konnte er bis zum 3. Januar 1959 vier Legislaturperioden im Kongress absolvieren. Seit 1953 vertrat er dort den damals neu eingerichteten 25. Distrikt seines Staates. In seine Zeit als Kongressabgeordneter fielen unter anderem der Koreakrieg und der Beginn der Bürgerrechtsbewegung.
Im Jahr 1958 verzichtete Patrick Hillings auf eine erneute Kongresskandidatur. Stattdessen strebte er erfolglos die Wahl zum Attorney General von Kalifornien an. Nach dem Ende seiner Zeit im US-Repräsentantenhaus praktizierte er wieder als Anwalt. In den Jahren 1960 und 1961 war er Parteivorsitzender der Republikaner im Los Angeles County. Im Präsidentschaftswahlkampf von 1979/80 leitete er die Kampagne von Ronald Reagan in Florida. Patrick Hillings verbrachte seinen Lebensabend in Los Angeles und starb am 20. Juli 1994 in Palm Desert.